# Ekkathat
Ekkathat, född 1718, död 1767, var en thailändsk monark. Han var regerande kung av Ayutthaya (Thailand) mellan 1758 och 1767. 